# Mäjasjön
Mäjasjön är en sjö i Kramfors kommun i Ångermanland och ingår i Nätraån-Ångermanälvens kustområde. Sjön har en area på 0,102 kvadratkilometer och ligger 157,3 meter över havet.

## Delavrinningsområde
Mäjasjön ingår i det delavrinningsområde (699313-162271) som SMHI kallar för Utloppet av Mäja-Sjön. Medelhöjden är 172 meter över havet och ytan är 0,58 kvadratkilometer. Det finns inga avrinningsområden uppströms utan avrinningsområdet är högsta punkten. Avrinningsområdets utflöde mynnar i havet. Avrinningsområdet består mestadels av skog (81 procent). Avrinningsområdet har 0,1 kvadratkilometer vattenytor vilket ger det en sjöprocent på 17,8 procent.